# Капиталистический реализм

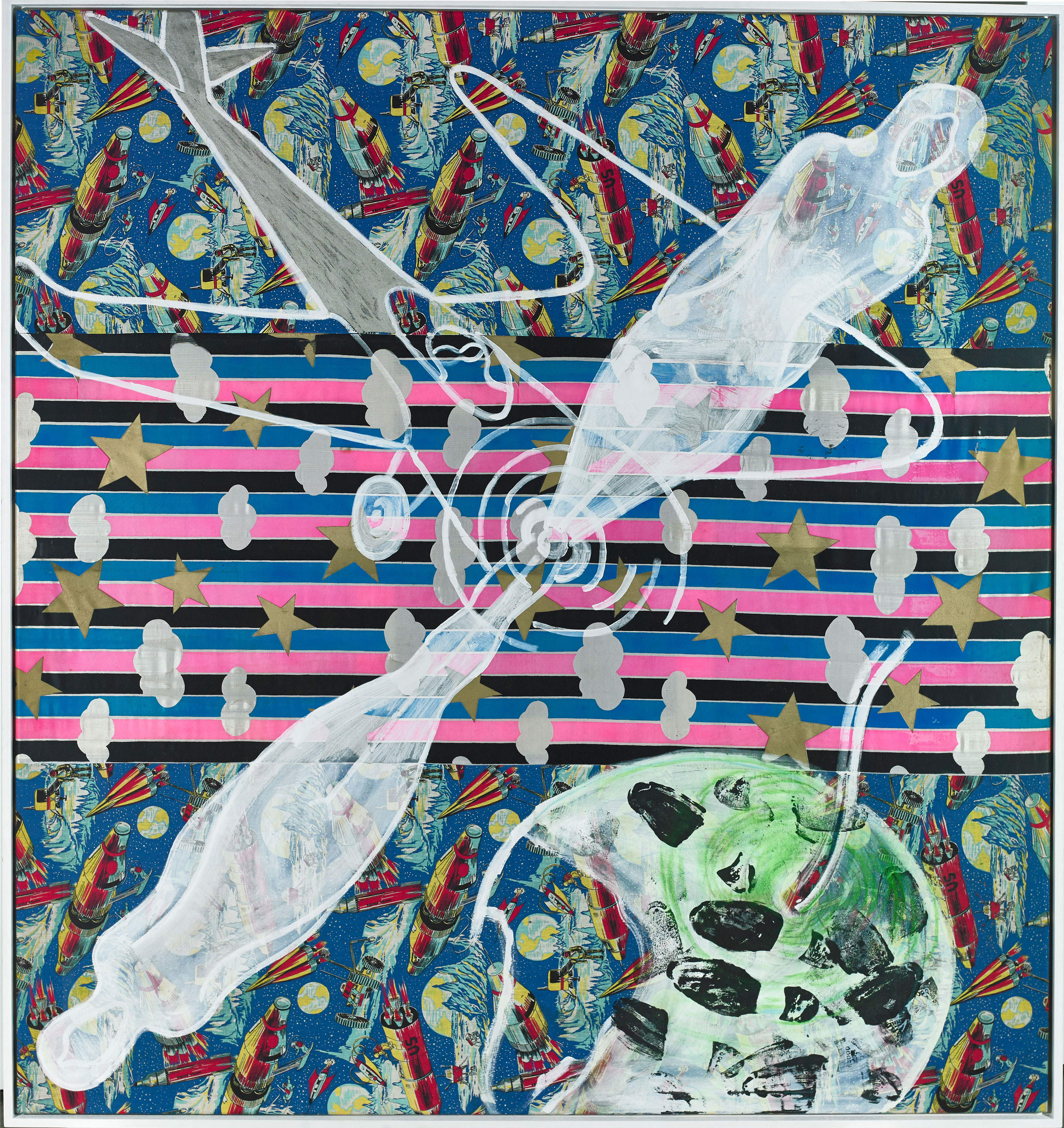
Полотно Зигмара Польке

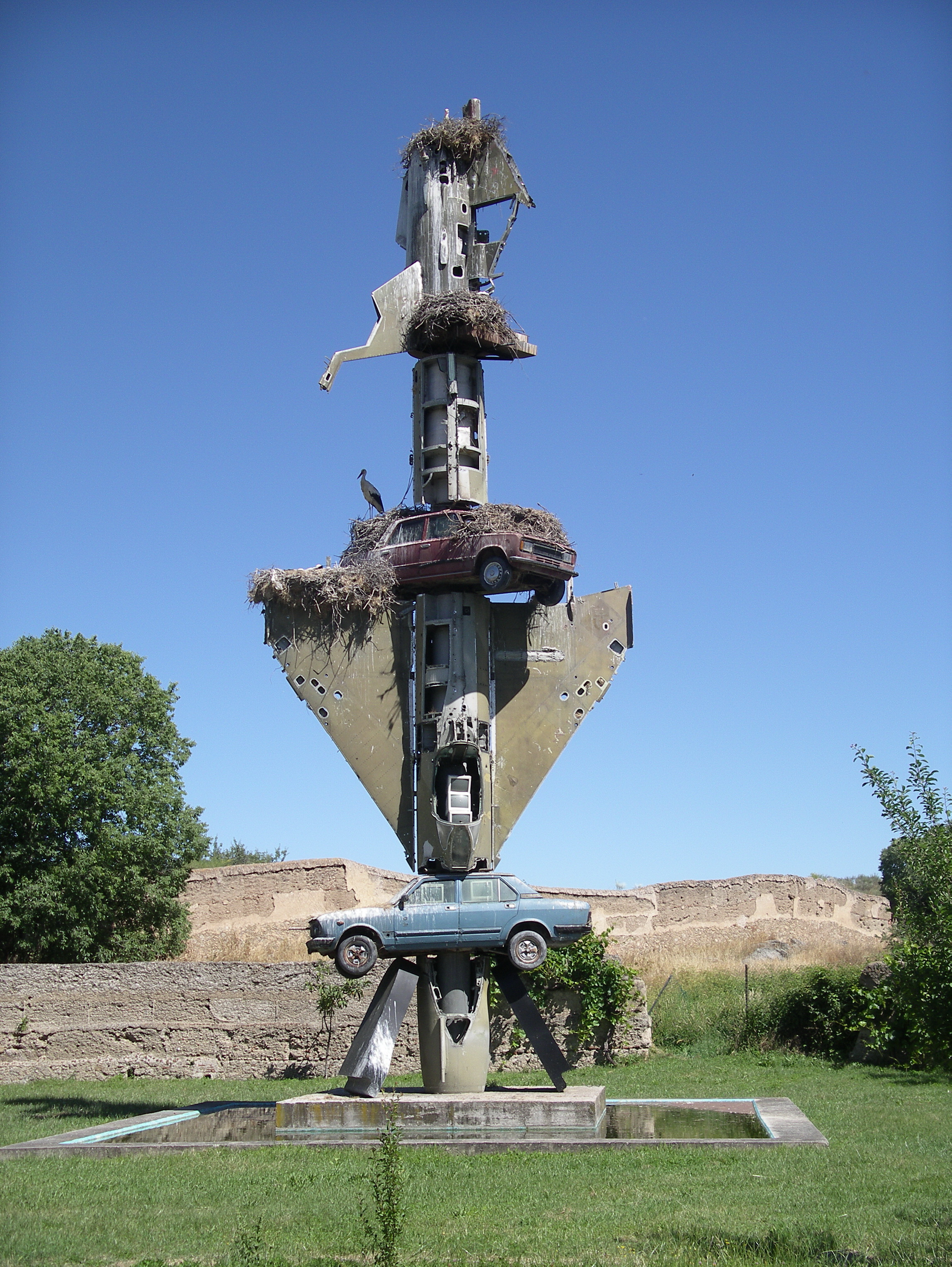
Скульптура Вольфа Фостеля

Капиталистический реализм — направление в немецком искусстве, наиболее выраженное в форме живописи, наиболее близко к поп-арту. Название движения противопоставляется социалистическому реализму и впервые было использовано тремя немецкими художниками в названии выставки в начале 1960-х годов.
В более общем плане описывает культурный срез от поп-арта 1950-х — 1960-х годов до рекламного искусства 1980-х — 1990-х годов. В качестве альтернативы социалистическому реализму капиталистический реализм использовался современниками для описания идейно-эстетического аспекта корпоративного капитализма на Западе.

## История
11 октября 1963 года художники Герхард Рихтер, Зигмар Польке и Конрад Люг организовали выставку «Демонстрация капиталистического реализма» («Leben mit Pop — Eine Demonstration für den Capitalitalistenen Realismus») в Дюссельдорфе. Сами художники, двое из которых были выходцами из ГДР, иронически комментировали, что с одной стороны, они проводят её как ответ искусству социалистического реализма, а с другой — видят в ней аллюзию на капиталистическое общество потребления, которое в то время становилось реальностью в Федеративной Республике Германия.
С момента возникновения в 1963 году концепция капиталистического реализма использовалась для обозначения их социально критической работы и деятельности небольшого числа родственных духом художников, таких как Вольф Востелл и Клаус Брехмер. Пик этого художественного движения был между 1963 и 1975 годами, но его переосмысления прослеживаются до сих пор. Большинство художников капиталистического реализма являются классиками европейской, и в частности немецкой поп-арт индустрии.
Понятие «капиталистический реализм» в основном отождествлялось с владельцем галереи и куратором выставок Рене Блоком, который поддерживал тесные контакты с художниками, работавшими в этом направлении. Он опубликовал много иллюстрированных каталогов, а так же книгу из двух частей: «Рене Блок: Графика капиталистического реализма», (Берлин, 1971/1974).
В дополнение к идеализации общества потребления в своих работах художники позже также создавали и политически окрашенные работы, например, о нацистском прошлом Германии, о сексизме, расизме, войне во Вьетнаме и о других социальных перегибах в повседневном капитализме. В своём творчестве они использовали графику, живопись и инсталляцию как средство выражения. В качестве инструмента для поиска сюжетов они выбирали иллюстрации из журналов, рекламные объявления, семейные фотографии, потребительские товары и простые бытовые предметы, такие как автомобили, продукты из супермаркетов и текстильные узоры.

## Видные представители

### Зигмар Польке
Один из крупнейших мастеров немецкого постмодернизма, считается создателем капиталистического реализма. В соответствии с законами живописи он фотографировал объекты, перенося затем на холст светочувствительные химические соединения. Он пропитывал декоративные ткани особыми составами, чтобы сделать их прозрачными. Он рисовал, писал, вырезал, делал коллажи, работал со всем — от стекла до бумаги.

### Герхард Рихтер
Работал на стыке живописи и фотографии. Сначала он сделал серию полотен с обычных фотографий, от которых веяло западным поп-артом, но сам Рихтер интерпретировал это иначе. Напротив, он «хотел сделать что-то, что не имело ничего общего с искусством, композицией, цветом, творчеством и т. д.». Его высказывания о собственной работе полны всяческих опровержений. «Я не следую никакой особой цели, системе и направлению, — говорил он на том этапе, — у меня нет программы, стиля, курса следования».

### Вольф Фостель
Стал первым в истории деятелем искусства, превратившим телевизор в часть художественного произведения. Этот объект под названием Немецкое наблюдение («Deutscher Ausblick») ныне хранится в Берлинской галерее. Другие его работы с использованием телевизора — TRANSMIGRACION I—III (1958) и ELEKTRONISCHER HAPPENINGRAUM (1969). Вольф Фостель известен как пионер энвиронмента, видеоискусства, хеппенинга и движения Флуксус. Он также известен своими новыми художественными техниками, как деколлаж и бетонирование объектов.